# فرنک پرویتی
فِرَنک پرِویتی (انگلیسی: Franke Previte) یک آهنگساز اهل ایالات متحده آمریکا است.
او در سال ۱۹۸۷ میلادی برندهٔ جایزه اسکار بهترین ترانه شد.
از فیلم‌ها یا مجموعه‌های تلویزیونی که وی در آن‌ها نقش داشته است، می‌توان به رقص کثیف اشاره نمود.